# Chaquitaclla

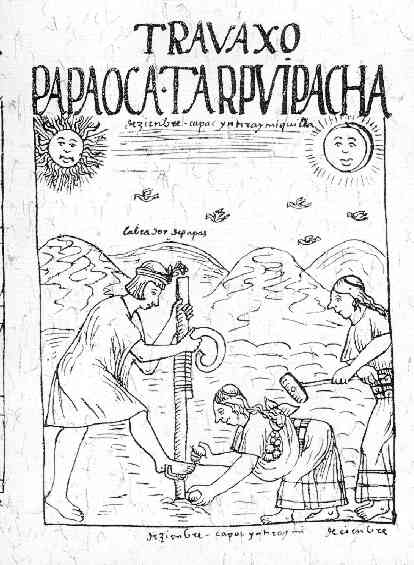
Paysan employant la chaquitaclla, gravure de Felipe Guaman Poma de Ayala (1616)

La chaquitaclla est un outil agricole traditionnel des hauts plateaux andins que les Incas utilisaient pour cultiver notamment les pommes de terre.

## Description et usage
Cet outil manuel est un bâton fouisseur dont le manche en bois se termine par un tranchant en pierre ou en métal d'environ 10 cm de large et est muni d'une poignée et d'un repose-pied en bois fixés par des lanières en cuir.
Il est encore employé dans les Andes pour travailler le sol, semer et construire.